# Micăsasa
Micăsasa es una comuna ubicada en el distrito de Sibiu, Rumania.

## Superficie
Posee una superficie de 71,38 kilómetros cuadrados.

## Demografía
Hasta 2021 la población era de 1698 habitantes, con una densidad de población de 23,79 habitantes por kilómetro cuadrado.